# Imfact
Imfact (кор.: 임팩트) — южнокорейская идол-группа, созданная под руководством Star Empire Entertainment в 2016 году. Их дебютный альбом «Lollipop» был выпущен 27 января 2016 года.

## История

### Предварительный дебют
Сан был замечен Star Empire Entertainment, когда ему было три года.
До дебюта Джиан работал в качестве резервного танцора для B1A4 и Juniel. Джэоп занимался тхэквондо и даже был членом национальной команды в старшей школе. Перед тренировками в Star Empire Entertainment Тэхо обучался под другими лейблами, такими как MBK Entertainment и Happy Face Entertainment.

### 2016: Дебют с «Lollipop» и «Revolt»
Imfact выпустили свой дебютный альбом «Lollipop» 27 января 2016 года. В сингле есть четыре трека с заглавной песней, «Lollipop». Группа официально дебютировала на сцене 28 января на музыкальной программе M! Countdown. 19 июня Imfact провели свой первый фан-митинг. 13 августа они провели прямую трансляцию на Naver V App, чтобы отпраздновать свой 200-й день с момента дебюта, и объявили о названии своего фан-клуба—IF.
21 октября было объявлено, что Imfact вернется на второй неделе ноября. 31 октября Imfact выпустили видео и фото тизеры с участниками. 11 ноября был выпущен второй сингл «Revolt». 11 ноября они вернулись с целым альбомом «Revolt» и заглавной песней «F, S, G Feel So Good».

### 2017: IMFACTORY
9 января агентство Star Empire раскрыло более подробную информацию о проекте группы 2017 «IMFACTORY», который стартовал 7 января.
Этот проект будет состоять из ежемесячных выпусков, мини-фан-встреч и мини-концертов. В соответствии с названием «IMFACTORY», группа планирует производить «удачную и искреннюю музыку».
На стартовом мероприятии группа обнародовала название своего первого ежемесячного выпуска «You’re Not Here». «Это песня, которая была сделана, когда мы были еще учениками, и мы верим, что она покажет другую сторону IMFACT», объяснили они.
13 февраля Star Empire загрузила красочный тизер для своего второго релиза проекта «IMFACTORY». Это цифровой сингл под названием «Take Care of My First Love» (позаботься о моей первой любви), который выйдет 27 февраля в 12 часов утра на канале KST.
«Take Care of My First Love» — это трек среднего темпа, написанный членами IMFACT, он изображает чувства кого-то, признающегося в своей влюбленности.

## Участники
- Ли Джи Ан (кор.: 이지안). Осенью 2017 года присоединился к шоу на выживание "The Unit: Idol Rebooting Show". Исключен после миссии "Рестарт".
- Пак Джэ Оп (кор.: 박제업), в ферврале 2017 Джэоп появился как участник 1-го эпизода сериала «I Can See Your Voice season 4» (Я вижу твой голос 4), но он был исключен из цикла синхронизации губ. Осенью 2017 года присоединился к шоу на выживание "The Unit: Idol Rebooting Show". Занял 11 место, не вступив в финальную группу.
- Ким Тэ Хо (кор.: 김태호). Осенью 2017 года присоединился к шоу на выживание "The Unit: Idol Rebooting Show". Исключен из шоу после миссии "Финальной песни"
- Ли Сан (кор.: 이상) в 14 серии снялся в дораме «Силачка До Бон Сун»
- На Ун Джэ (кор.: 나웅재). Осенью 2017 года присоединился к шоу на выживание "The Unit: Idol Rebooting Show". Исключен после миссии "Финальной песни".

## Дискография

### Сингл альбомы
| Название | Детали альбома                                                                                        | Позиции в чартах | Продажи       |
| Название | Детали альбома                                                                                        | KOR              | Продажи       |
| -------- | --- | ---------------- | ------------- |
| Lollipop | - Выпущен: 27 января 2016 - Лейбл: Star Empire Entertainment, KT Music - Формат: CD, digital download | 6                | - KOR: 5147+  |
| Revolt   | - Выпущен: 11 ноября 2016 - Лейбл: Star Empire Entertainment, KT Music - Формат: CD, digital download | 13               | - KOR: 4,132+ |

### Синглы
| Название                                    | Год  | Позиции в чартах | Продажи        | Альбом            |
| Название                                    | Год  | KOR              | Продажи        | Альбом            |
| ------------------------------------------- | ---- | ---------------- | -------------- | ----------------- |
| «Lollipop» (롤리팝)                         | 2016 | —                | - KOR: 20,928+ | Lollipop          |
| «F,S,G (Feel So Good)»                      | 2016 | 105              | - KOR: 23,015+ | Revolt            |
| «In The Club» (니가 없어)                   | 2017 | 112              | - KOR: —       | Сингл без альбома |
| «Please Be My First Love» (첫사랑을 부탁해) | 2017 | —                | - KOR: —       | Сингл без альбома |
| «Tension Up»                                | 2017 | —                | - KOR: —       | Сингл без альбома |